# Harry Tong
Le docteur Harry Tong est un homme politique kiribatien.
Élu pour la première fois à la Maneaba ni Maungatabu en 1983 pour la circonscription de Tarawa-Sud, il est réélu en 1987 mais démissionne en 1989, avant la fin de son mandat. Il se fait réélire en 1998, puis en 2003 et en 2007, toujours pour Tarawa-Sud; il se présente à l'élection présidentielle de 1998 mais perd contre le sortant Teburoro Tito et devient le leader de l'opposition. Il ne peut se présenter à l'élection suivante son parti ayant sélectionné son rival Taberannang Timeon, Tito est de nouveau réélu. Lors d'une question parlementaire Harry Tong questionne Tito sur le loyer d'une station de poursuite satellitaire chinoise, en versant 2000 € à une société coopérative reliée à Tito. Ceci conduit à une motion de défiance. Mais Harry Tong est battu par son jeune frère Anote Tong lors de l'élection présidentielle de 2003. Lors de l'élection présidentielle de 2007, Harry Tong n'est pas sélectionné pour les candidats à la présidentielle, bien qu'il soit le chef de l'opposition et Anote Tong est  réélu sans difficulté. Contrairement à son frère, Harry Tong ne croit pas à une montée des eaux menaçant les Kiribati, en citant la Bible et le déluge de Noë, comme étant le dernier. En juin 2009, Harry Tong était le leader du National Progressive Party. Il demeure un député clé de l'opposition.